# چکاوک نقاب‌دار
چکاوک نقاب‌دار (نام علمی: Spizocorys personata) نام یک گونه از سرده چکاوک‌های زنگی است.
این گونه در اتیوپی و کنیا یافت می‌شود. زیستگاه‌های طبیعی آن بوته‌زارهای خشک نیمه‌گرمسیری یا گرمسیری و مراتع خشک نیمه‌گرمسیری یا گرمسیری است. 

## طبقه‌بندی
برخی منابع چکاوک نقابدار را در سرده Calandrella قرار داده‌اند. 
زیرگونه‌ها:
- چهار زیرگونه به رسمیت شناخته شده‌است:
- S. p. personata - Sharpe, 1895: در اتیوپی شرقی یافت شده است.
- S. p. yavelloensis - (Benson, 1947): در جنوب اتیوپی و شمال کنیا یافت می‌شود.
- S. p. mcchesneyi - (Williams, JG, 1957): در فلات مارسابیت (شمال کنیا) یافت شده است.
- S. p. intensa - (Rothschild, 1931): در مرکز کنیا یافت شده است.